# South Colleonard

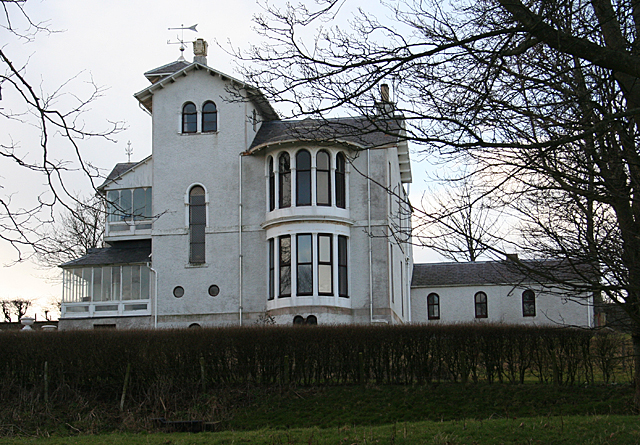
South Colleonard

South Colleonard ist eine Villa nahe der schottischen Kleinstadt Banff in der Council Area Aberdeenshire. 1995 wurde das Bauwerk in die schottischen Denkmallisten in der höchsten Denkmalkategorie A aufgenommen.

## Geschichte
George Wilson Murray verbrachte mehrere Jahre in Australien und hatte dort einigen Erfolg als Bauunternehmer. 1863 erwarb er die etablierte Gießerei Banff Foundry. Die Villa South Colleonard ließ Murray als eigene Residenz auf gepachtetem Grund  um 1870 errichten. Die Planung übernahm er selbst und orientierte sich dabei sehr eng an der Gestaltung der Villa Oakleigh (heute Creggandarroch) bei Dumbarton. Oakleigh war 1863 nach einem Entwurf des schottischen Architekten John Gordon errichtet worden. Als junger Architekt war Gordons Wirken stark beeinflusst von den Arbeiten Alexander Thomsons.
Auf dem zugehörigen Bauernhof, der explizit vom Denkmalschutz ausgenommen ist, entwickelte Murray landwirtschaftliche Gerätschaften, die er international vermarktete.

## Beschreibung
South Colleonard steht isoliert an einem Hang rund 1,5 km südwestlich von Banff. Die zweistöckige Villa ist im historisierenden Italianate-Stil gestaltet. Sie weist einen L-förmigen Grundriss auf, in dessen Innenwinkel im Laufe des frühen 20. Jahrhunderts ein Wintergarten mit gusseisernem Gerüst ergänzt wurde. Markant ist der hohe Treppenturm im Stile eines Campanile mit rundbogiger Arkade. Der Eingangsbereich an der Südwestseite ist mit rundbogigem Vordach, Gesims und schlanken Pilastern gestaltet. An der Südostseite tritt eine gerundete Auslucht heraus. Die Fassaden sind mit Harl verputzt. Die flach geneigten Dächer sind mit Schiefer eingedeckt.